# Церковь Покрова Пресвятой Богородицы (Белозерск)

Це́рковь Покрова́ Пресвято́й Богоро́дицы (Покро́вская це́рковь) — кирпичная православная церковь, построенная в городе Белозерске Вологодской области в 1740—1752 годах в стиле провинциального барокко и освящённая в честь праздника Покрова Пресвятой Богородицы c приделом во имя Антония и Феодосия Киево-Печерских. Объект культурного наследия России регионального значения.

## Описание
Здание Покровской церкви располагается к западу от Кремлёвского вала на улице Шукшина. Композиционно храм вытянут с востока на запад и состоит из основного объёма, трапезной с приделом и колокольни. Такая же композиция имеется у другого белозерского храма — Пятницкой церкви.
Основной объём — это восьмерик на четверике. C востока к четверику примыкает апсида. Четверик выполнен в два света, над ним воздвигнут укороченный восьмерик. До начала XX века восьмерик завершался барочной кровлей с декоративными люкарнами и восьмигранным световым барабаном над ней с фигурной главкой. Впоследствии это завершение было утрачено.
Северный и южный фасады четверика декорированы одинаково. В первом свете на центральной оси фасадов расположены дверные проёмы прямоугольной формы. С востока от дверных проёмов имеется небольшое окно. Во втором свете размещены по два больших оконных проёма с лучковой перемычкой. В восьмерике в серверной, западной и южной гранях устроены три небольших оконных проёма. Под кровлей восьмерика проходит карниз из консолей.
Трапезная, имеющая прямоугольную форму, вытянута по оси сервер—юг. Асимметрию в плане даёт примыкающий к ней с южной стороны придел. Объём трапезной смещён к югу таким образом, что её северный фасад вместе с фасадом четверика образуют одну линию, а южная стена выступает. К ней с востока и вполотную к южной стене четверика примыкает апсида придела. Апсиды четверика и трапезной имеют карнизы, выполненные тремя рядами поребрика. На южной стороне трапезной сохранился не затронутый поздними перестройками оконный проём с лучковой перемычкой и простым рамочным обрамлением кирпичом.
Углы четверика, восьмерика, трапезной и колокольни отмечены плоскими лопатками.
Колокольня состояла из четырёх ярусов и завершались колоколообразной главой со шпилем. К началу XXI века сохранился только нижный ярус. На окнах и портале нижнего яруса колокольни сохранились барочные наличники «с ушами».
Здание Покровской церкви обладает характерной особенностью архитектуры XVIII века — в кирпичной кладке между колокольней и основным объёмом здания отсутствует перевязка швов.
Н. Е. Макаренко в начале XX века характеризовал интерьер храма как провинциальное барокко. На царских вратах было выполнено резное изображение Тайной вечери. Среди старинных артефактов, имевшихся в ризнице храма, Н. Е. Макаренко выделял два:
- Маленький серебряный крест с ушком, вделанный в деревянную доску и закрытый слюдяной пластинкой. Крест является футляром для частичек мощей Святых. Обратная стороны креста имеет чеканку орнаментом в стиле XVI — начала XVII веков.
- Небольшой деревянный крест, обложенный тонкими басменными пластинками с различным рельефным орнаментом.

## История
Покровская церковь построена а середине XVIII века между 1740 и 1752 годами за городом (за посадом) предположительно на месте тёплого храма возле холодной Ильинской церкви.
В первой половине XIX века церковь ремонтировалась, что отразилось в появлении классических деталей в декоре. Фасад четверика был перелицован, в результате окна апсиды и четверика оказались заключены в плоские прямоугольные ниши с наличниками из тонких полуколонок с сандриком и появился карниз из сухариков, проходящий по верху четверика.
С приходом советской власти интерьер здания претерпел серьёзные изменения. В 1930-е годы завершение восьмерика и верхние ярусы колокольни были разрушены, изменены окна на северном фасаде трапезной и устроено новое окно в западной стене четверкика. Здание использовалось для изготовления валенок (как катавальный цех).
В 1978 году здание было взято под государственную охрану как памятник архитектуры регионального значения.
В 1994 году церковь была передана Белозерскому областному краеведческому музею.